# Neufeld Béla
Neufeld Béla (Nagyszőlős, 1894. július 6. – Budapest, Erzsébetváros, 1962. október 18.) orvos, szociológiai író.

## Élete
Neufeld Ede és Gelb Johanna fiaként született zsidó családban. 1920-ban Pozsonyban jogi, majd 1926-ban Prágában orvosi diplomát szerzett. Már egyetemi hallgató korában részt vett a haladó mozgalmakban, tagja volt a Galilei Körnek. Munkatársa volt a Jászi Oszkár szerkesztésében megjelent Huszadik Század című folyóiratnak, majd később a kolozsvári Korunknak, a csehszlovákiai kommunisták magyar nyelvű napilapjának, a Magyar Napnak és a Társadalmi Szemlének. 1935-ben belépett a csehszlovákiai kommunista pártba. 1936-ban tanulmányúton volt a Szovjetunióban és ebben az évben jelent meg első könyve is A kor és az ember címmel. A könyv tulajdonképpen egy tanulmánygyűjtemény, amely az 1916 és 1936 között megjelent húsz tanulmányát tartalmazza. A két világháború között az akkor Csehszlovákiában tartozó Nagyszőlősön orvosi praxist folytatott.
1939-ben Csehszlovákiából Romániába emigrált, majd Magyarországra költözött. 1941-ben eltiltották az orvosi gyakorlattól antifasiszta politikai és irodalmi tevékenysége miatt. Mint az illegális kommunista mozgalom tagját 1940-ben letartóztatták. 1944 nyarán Auschwitzba deportálták, majd onnan a buchenwaldi koncentrációs táborba került. 1945. április 11-én szabadult fel, ám infarktust kapott, s kórházi kezelésre szorult. A csehszlovák kormány egy prágai szanatóriumba vitette, ahonnan felépülését követően visszatért Magyarországra. Az Egészségügyi Múzeum, majd az Ipari Tanulók Egészségvédelmi Intézetének igazgató főorvosa volt. Halálát szívizomelhalás okozta.
A Farkasréti temetőben nyugszik (39-3-18).

## Művei
- A kor és az ember (Budapest, 1936)

## Díjai, elismerései
- Munka Érdemrend (1955)